# 古台山国有林场
古台山国有林场又称古台山林场位于湖南省娄底市新化县西部，距县城33.5公里。与古台山森林公园、古台山自然保护区为“三块牌子、一套班子”。所在区域列为新化县的一个类似乡级单位。
1958年，建立古台山国有林场。为正科级国有林业事业单位，新化县人民政府参照乡镇管理。1999年3月3日，新化县人民政府以新政函（1999）04号文件批复“同意建立古台山森林公园”，设立古台山森林公园管理办公室。
古台山国有林场、森林公园、自然保护区，实行三块牌子、一套班子管理模式。2015年时，全场总面积58365亩，其中林地49383亩，森林覆盖率82.96%。森林活立木总蓄积量184062立方米，其中森林蓄积168204立方米，散生木蓄积9383立方米，四旁树蓄积6475立方米。

## 行政区划
国家统计局网站上，古台山国有林场下辖以下地区：
董家村、横茶村、高峰村、黄双村和俄力村。